# Приграничные сражения в Молдове
Приграничные сражения в Молдавской ССР 22 июня — 26 июля 1941 года (или Оборонительная операция в Молдавской ССР 1—26 июля 1941 года, Оборонительная операция в Бессарабии и Северной Буковине 2—21 июля) — оборонительные действия Южного фронта Вооружённых сил СССР против румынско-немецких войск на территории Молдавии и Украины в начале Великой Отечественной войны. В немецкой историографии известна под наименованием Операция «Мюнхен» (нем. Unternehmen München), начало которой приходится на 22 июня 1941.

## Силы сторон к 22 июня 1941 года

### СССР
- Одесский военный округ[2] (командующий — генерал-лейтенант Я. Т. Черевиченко)[3]:
  - 9-й особый стрелковый корпус (в Крыму)
  - 35-й стрелковый корпус (во втором эшелоне)
  - 14-й стрелковый корпус
  - 48-й стрелковый корпус
  - 7-й стрелковый корпус
  - 2-й механизированный корпус (во втором эшелоне)
  - 18-й механизированный корпус (во втором эшелоне)
  - 2-й кавалерийский корпус
  - 3-й воздушно-десантный корпус (во втором эшелоне)
  - 150-я стрелковая дивизия
  - 116-я стрелковая дивизия
  - 80-й Рыбницкий, 81-й Дунайский, 82-й Тираспольский, 84-й Верхнепрутский и 86-й Нижнепрутский укреплённые районы
  - 6 артиллерийских полков окружного подчинения
  - ВВС округа (20-я, 21-я и 45-я смешанные авиационные дивизии, 61-я истребительная авиационная дивизия)
- Дунайская военная флотилия (командующий — контр-адмирал Н. О. Абрамов)
- Молдавский пограничный округ (начальник — генерал-майор Н. П. Никольский):
  - 5 пограничных отрядов[4], 4-й Черноморский отряд пограничных судов

### Германия (Третий рейх) и Румыния
- 11-я немецкая армия (командующий — генерал-полковник Ойген фон Шоберт)[5]:
  - 54-й армейский корпус (Германия)
  - 11-й армейский корпус (Германия)
  - 30-й армейский корпус (Германия, во втором эшелоне)
  - 72-я пехотная дивизия (Германия)
  - горнострелковый корпус (Румыния)
  - кавалерийский корпус (Румыния)
  - 4-й армейский корпус (Румыния)
- 4-я румынская армия (командующий — корпусной генерал Николае Чуперца):
  - 2-й армейский корпус (Румыния)
  - 11-й армейский корпус (Румыния)
  - 5-й армейский корпус (Румыния)
  - 3-й армейский корпус (Румыния)
- 3-я румынская армия (в резерве, командующий — корпусной генерал Петре Думитреску):
  - горный корпус (Румыния)
  - кавалерийский корпус (Румыния)
- 4-й немецкий авиационный корпус (командир — генерал-лейтенант Курт Пфлюгбейль).

## Положение сторон
К началу Великой Отечественной войны советскую границу с Румынией в районе Молдавской ССР протяжённостью 480 километров прикрывали войска Одесского военного округа (в приграничных районах находилось 364 700 человек, от 950 до 1216 самолётов, 769 танков, 5554 орудия и миномёта). Дивизии первого эшелона занимали оборону в полосе 50—60 км каждая, между ними имелись большие промежутки (составлявшие до 70 км), в которых оборону занимали только пограничники. Приграничные укрепления представляли собой двойную линию траншей и окопов, причём и те не на всех участках.
Командование Одесского военного округа, получая от пограничников и по иным источникам сведения о сосредоточении германо-румынских войск в исходных районах для наступления вдоль границы, приняло ряд необходимых мер на случай их нападения. Так, получив разрешение от Генерального штаба, к 15 июня были выведены к границе из мест постоянной дислокации и развёрнуты в боевые порядки для обороны части 48-го стрелкового корпуса и 150-й стрелковой дивизии. В этот же день командование округа отменило отправку второй очереди артиллерийских полков и зенитной артиллерии на полигоны, а отправленные ранее артиллерийские подразделения первой очереди было приказано срочно вернуть в свои части. Под видом рекогносцировки из Одессы утром 20 июня было поднято по тревоге и отправлено автотранспортом в Тирасполь управление 9-й армии, формирование которой предусматривалось планом прикрытия государственной границы из штаба и войск Одесского военного округа, а в Тирасполе также под видом учений были для него развёрнуты полевой командный пункт и действующий узел связи (это позволило в первые же часы войны обеспечить непрерывное управление всеми войсками армии).
Находившийся за старшего на командном пункте в Тирасполе начальник штаба округа М. В. Захаров (командующий округом Я. Т. Черевиченко с группой генералов следовал в Тирасполь поездом и его прибытие ожидалось утром 22 июня) после получения предупреждения о передаче ночью директивы особой важности из Москвы и ожидая, что это будет директива о приведении войск в боевую готовность, вызвал на связь всех командиров приграничных стрелковых и кавалерийских корпусов и отдал им приказ штабы и войска поднять по боевой тревоге и вывести из населённых пунктов, частям прикрытия занять свои районы и установить связь с пограничными частями. Командующему ВВС округа было приказано немедленно приступить к рассредоточению авиации по полевым аэродромам. Таким образом, в первом часу ночи 22 июня 1941 года войска приграничных корпусов были подняты по тревоге и приступили к выполнению плана прикрытия границы.
Однако в полученной между 1 и 2 часами ночи директиве народного комиссара обороны СССР был приказ только о занятии укрепрайонов по линии границы и о приведении войск в боевую готовность без вывода из мест постоянной дислокации. Тем не менее, Захаров не стал отменять свои ранее отданные приказания, а примерно с 3-30 часов ночи 22 июня 1941 года начали поступать сообщения об открытии противником огня на границе и бомбардировках городов и военных объектов. В результате принятые меры не позволили противнику застать войска округа врасплох.
В первый день войны на базе округа была создана 9-я отдельная армия (на правах фронта), в которую вошли большинство войск первого и второго эшелонов Одесского военного округа (в подчинении командования округом остался только размещённый в Крыму 9-й стрелковый корпус). Командование армией принял Я. Т. Черевиченко, в исполнение должности командующего округом вступил его заместитель генерал-лейтенант Н. Е. Чибисов.
К началу войны в полосе обороны Одесского ВО были развёрнуты немецко-румынские войска (включая резервную 3-ю румынскую армию) численностью около 690 000 человек (из которых 370 000 немецких войск), от 600 до 800 самолётов (из них только 253 румынских самолёта), 60 танков, 6000 орудий и миномётов. По другим данным, в нападении на СССР в полосе Одесского ВО участвовали 7 немецких и 13 румынских дивизий: около 500 000 человек, 60 танков, 6000 орудий и миномётов, 600 боевых самолётов. Эти войска находились в оперативном подчинении командующему группой армий «Юг» Герду фон Рундштедту. Руководство румынскими войсками формально осуществлял лично армейский генерал Ион Антонеску, фактически разработка всех директив и приказов, касающихся совместного ведения войны была возложена на фон Шоберта. По плану операции «Барбаросса» их действия носили сковывающий характер. Переход в решающее наступление планировался после того, как группа армий «Юг» добьётся успеха на направлении главного удара по территории Украинской ССР. До тех пор немецко-румынские войска должны были действовать по плану «Нахштосс» — решительная атака в случае отхода с целью сорвать их организованную переправу через Днестр и разгромить на этом рубеже, либо по плану «Мюнхен» — вести активные сковывающие действия, если советские войска будут удерживать рубежу по границе и по Пруту.

## Сражения в июне 1941 года

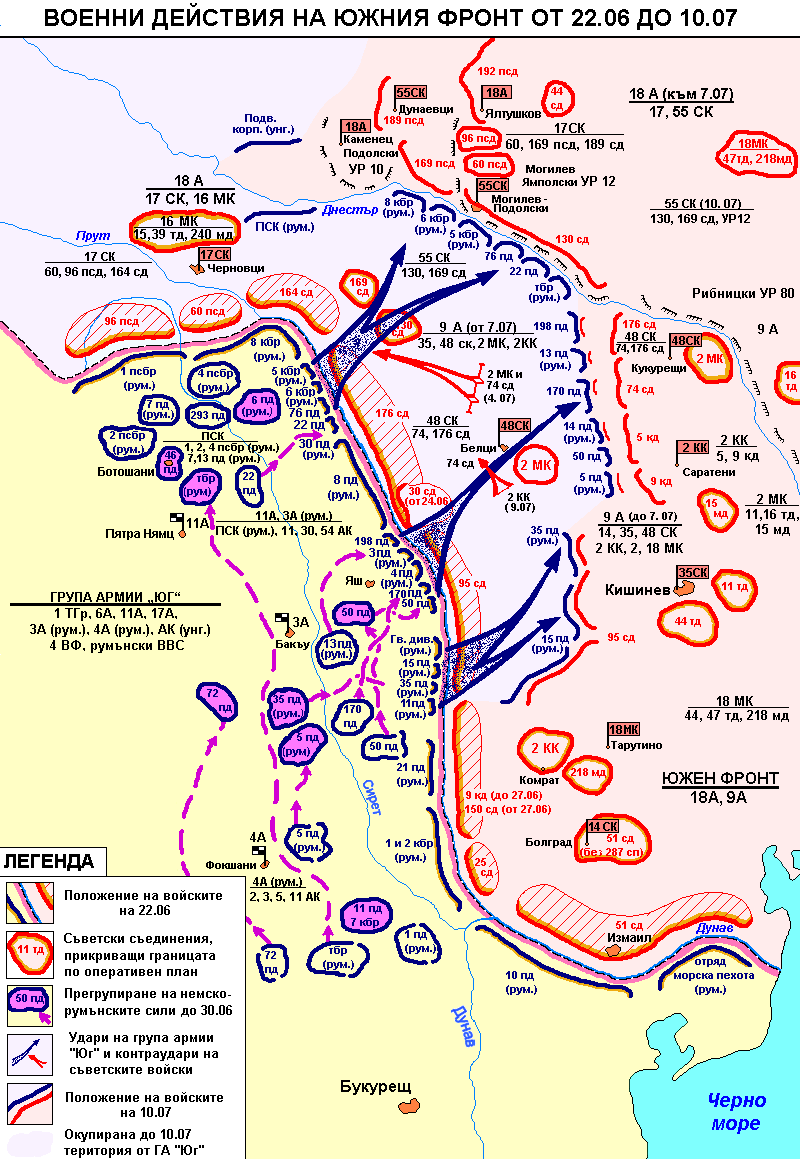
Наступление немецкой группы армий «Юг» на советский Южный фронт (22 июня — 10 июля 1941 года).

Боевые действия начались на рассвете 22 июня 1941 года. Румынско-немецкая авиация нанесла бомбовые удары по городам, аэродромам и военным объектам, штурмовые группы румын форсировали реку Прут и пытались захватить мосты и плацдармы. В течение 22—23 июня румынами было захвачено пять плацдармов, разгорелись ожесточённые бои по их уничтожению. Уже к 25 июня четыре плацдарма были ликвидированы (в районах населённых пунктов Бранешты, Куконешти-Веке, Унгены, Кагул), румынские войска смогли с большим трудом удержать только один плацдарм в районе Скулян. Особенно выдающуюся роль в этих боях первых дней по рубежу Прута сыграли пограничники, в массовом порядке проявлявшие героизм и инициативу; их самоотверженные действия в большинстве мест позволили удержать границу до подхода частей РККА. Более того, 25 и 26 июня советская Дунайская военная флотилия совместно с действовавшими в устье Дуная сухопутными войсками сумела провести успешную высадку Дунайского десанта, форсировать Дунай и занять на румынском берегу крупный плацдарм (76 километров по фронту).
25 июня советским командованием был создан Южный фронт (командующий — генерал армии И. В. Тюленев) в составе 9-й и 18-й (командующий — генерал-лейтенант А. К. Смирнов) армий, 9-го особого стрелкового, 7-го и 55-го стрелковых корпусов. 18-я армия начала формирование 22 июня в Харьковском военном округе, прибытие её войск в полосу Южного фронта началось 26 июня (войска занимали оборону по рубежу реки Прут севернее частей 9-й армии), 27 июня в штаб фронта прибыл Военный совет армии, а её штаб прибыл на командный пункт в районе Каменец-Подольского. В состав 18-й армии входили 17-й стрелковый корпус,  16-й механизированный корпус, 10-й Каменец-Подольский укреплённый район. Управление Южным фронтом было создано на базе штаба Московского военного округа, штаб фронта оказался абсолютно незнакомым с театром военных действий и с подчинёнными войсками, прибытие штаба на фронт и приём войск под командование неоправданно затянулись. Это сразу отрицательно сказалось на руководстве войсками. Во многом из-за возникшей неразберихи в советском командовании, румынские войска сумели значительно расширить плацдарм в районе Скулян и до 30 июня захватить два новых плацдарма.
Сил во вновь созданном Южном фронте было явно недостаточно: каждая дивизия занимала оборону в полосе от 70 до 100 километров, между дивизиями разрывы доходили до 30-50 километров.
Успешное развитие наступления немецких войск на территории Украинской ССР позволили румынско-немецким войскам приступить к решению задачи по разгрому советских войск в Молдавской ССР. Командующий немецкой группой армий «Юг» генерал-фельдмаршал Герд фон Рундштедт 24 июня приказал командующему 11-й армией с утра 2 июля начать операцию по прорыву советской обороны, ударами 11-й немецкой армии и румынских армий в направлении Винницы во взаимодействии с 17-й армией окружить и уничтожить основные силы южного и западного крыла Юго-Западного фронта. Основной удар должен был наноситься с плацдарма из района Скулян. Командующий Южным фронтом И. В. Тюленев полагал, что немецкое наступление начнётся на 100 км севернее, на могилёв-подольском направлении.
В связи с тем, что к 30 июня немецкие войска глубоко охватили главные силы Юго-Западного фронта, Ставка Верховного Главнокомандования отдала приказ на отвод войск из Львовского выступа на линию укреплённых районов вдоль старой государственной границы 1939 года. Одновременно генералу Тюленеву было приказано прикрыть отход Юго-Западного фронта и с 6 июля отвести правый фланг 18-й армии в Каменец-Подольский укреплённый район, который упорно оборонять. Таким образом, переход немецко-румынских войск в наступление совпал с передвижением немногочисленных советских войск, что усугубило неблагоприятное развитие событий.

## Наступление немецко-румынских войск в июле 1941 года
К началу вражеского наступления советский Южный фронт состоял из 15 стрелковых, 3 кавалерийских, 6 танковых, 3 моторизованных дивизий. Немецко-румынские войска насчитывали 7 немецких пехотных дивизий, 13 румынских пехотных дивизий, 9 румынских бригад.
Утром 2 июля 1941 года немецко-румынские войска перешли в наступление, нанося главный удар в направлении Яссы—Бельцы силами двух немецких армейских корпусов, а вспомогательный удар — на Могилёв-Подольский силами немецкого армейского корпуса и румынского кавалерийского корпуса. Концентрация вражеских войск в этом районе осталась незамеченной советской разведкой — достаточно сказать, что удар двух пехотных дивизий и кавалерийской бригады пришёлся по одному советскому стрелковому полку. На другом направлении наступала ударная группировка в составе четырёх пехотных дивизий. Уже в первый день советская оборона на реке Прут была прорвана на глубину 8-10 километров. На следующий день прорыв был углублён до 30 километров. 5 июля были заняты Черновцы. Наспех организованный контрудар силами механизированного корпуса и стрелковой дивизии, а также разрозненные действия советской авиации успеха не принесли.
5 июля командующий Южным фронтом Тюленев приказал отвести войска за Днестр и занять там оборону по линии укреплённых районов. При этом Тюленев докладывал в Москву, что против его войск действует не менее 40 пехотных, 13 танковых и моторизованных дивизий (фактически действовало 20 дивизий, все — пехотные). Поскольку приказ был отдан без согласования со Ставкой Верховного Главнокомандования, последняя 7 июля отменила его, приказав перейти в контрнаступление и отбросить противника за Прут. Отвод был разрешён только правому флангу примыкавшей к Юго-Западному фронту 18-й армии, фактически уже открытому для действий врага. При этом, ставя фронту задачу на контрнаступление, Ставка приказала ему передать на Юго-Западный фронт один стрелковый корпус, два механизированных корпуса, две стрелковые дивизии, одну артиллерийскую бригаду. Тем самым, советское командование лишило запланированное им контрнаступление шансов на успех.
Выполняя приказ, утром 8 июля 48-й стрелковый, 2-й механизированный и 2-й кавалерийский корпуса генералов Р. Я. Малиновского, Ю. В. Новосельского и П. А. Белова атаковали противника в полосе 9-й армии. Жестокие встречные бои продолжались до 10 июля. Не имея возможности отбросить противника за Прут, советские войска смогли задержать наступление 11-й немецкой и 4-й румынской армий. Это позволило советской 18-й армии в полном порядке отвести свои войска и занять Могилёв-Подольский укреплённый район.
Явно переоценив силу и значение советского контрудара, командующий немецкой 11-й армией генерал Ойген фон Шоберт затребовал у генерал-фельдмаршала Рундштедта передышку в наступлении на Винницу. Соответствующее разрешение было получено, но Шоберту было приказано решить задачу по очищению от советских войск территории Молдавской ССР.
В дальнейшем до конца июля советские войска вели упорные оборонительные бои в Молдавии, организованно отводили свои силы на рубеж Днестра и занимали там оборону. К 16 июля был оставлен и благополучно эвакуирован советский плацдарм на Дунае, 16 июля оставлен Кишинёв, 21 июля — Бельцы. В целом, ценой неимоверного напряжения положение на Южном фронте удалось временно стабилизировать. В ходе операции советские войска отошли на 60—80 километров, оставив Молдавию и Северную Буковину. Основная часть промышленного оборудования и материальных запасов были эвакуированы.

## Итог операции
Оборона советских войск в Молдавской ССР, в отличие от советских республик Прибалтики и Белорусской ССР, сохранила устойчивость, однако, основной причиной этого стала небольшая численность противостоящих немецко-румынских войск и их низкая активность. Когда в августе—сентябре 1941 года немецкое командование перенесло тяжесть боевых действий против Южного фронта, катастрофическое для советской стороны развитие событий не заставило себя долго ждать (Тираспольско-Мелитопольская оборонительная операция).
Действия ВВС Южного фронта отличались высокой активностью: удары наносились по переправам и скоплениям войск врага. Было организовано несколько мощных налётов на нефтепромыслы в Плоешти для затруднения снабжения войск врага горючим, с достаточно скромными результатами. Взаимодействие же с мощным Черноморским флотом ВМФ СССР, господствовавшим на Чёрном море, практически отсутствовало — флот весь июнь и июль 1941 года решал свои узкие задачи: авиация флота бомбила Констанцу и базы румынской речной флотилии; было предпринято несколько набеговых операций на румынское побережье, в том числе рейд на Констанцу 26 июня 1941 года, в котором был потерян лидер эскадренных миноносцев «Москва»). Активное взаимодействие фронт имел только с Дунайской флотилией.
Потери войск советского Южного фронта составили 8519 человек — безвозвратные, 9374 человек — санитарные, итого 17 893 человека — общие. По румынским сообщениям называлось число потерь советских войск — 80 000 пленных; однако исходя из того, что по энциклопедическому изданию «Румынская армия во Второй мировой войне (1941—1945)», выпущенному в Бухаресте в 1999 году, за весь период войны между Румынией и СССР с 22 июня 1941 по 22 августа 1944 года, румынской армией было взято в плен 91 060 советских военнослужащих, такое число пленных за неполный первый месяц войны представляется совершенно фантастическим. По мнению российских исследователей, потери РККА пленными в этой операции составляли около 10 000 человек. Общие потери румынских войск составили за июль 1941 года около 23 000 человек, немецкие потери неизвестны. Кроме того, общие потери румынской армии в июне 1941 года составили до 8000 человек, советские потери за этот же период неизвестны. Согласно Н. Шорникову, в боях на территории Бессарабии потери румынской армии составили только убитыми 31 638 солдат и офицеров.
Относительно даты начала оборонительного сражения на территории Молдавской ССР отечественные историки называют разные даты — 22 июня (начало боевых действий, в которых планы и задачи сторон полностью совпадают с планами и задачами этой оборонительной операции), 2 июля (переход румынско-немецких войск в решающее наступление), по Кривошееву — с 1 июля.